# CHIPSat

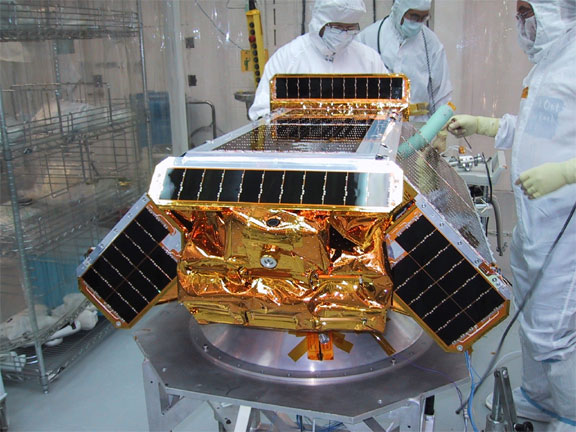
CHIPSAT bei den Startvorbereitungen

CHIPSat (auch Explorer 82) ist ein kleiner Forschungssatellit zur Untersuchung heißen Gases im Weltraum mittels Ultraviolettspektroskopie.
Die Entwicklung von CHIPSat wurde als einziges Projekt aus dem ehrgeizig angelegten University Class Explorer Programm der NASA finanziert. Beobachtungsinstrument ist das am Space Sciences Laboratory der University of California, Berkeley entwickelte Spektrometer CHIPS (cosmic hot interstellar plasma spectrometer), das im Ultraviolettbereich zwischen 9 und 26 nm Wellenlänge ein Feld von 5° × 26° mit einer spektralen Auflösung von 150 beobachtet. Der Satellitenbus wurde von SpaceDev entwickelt. CHIPSat wurde am 13. Januar 2003 (12. Januar nach Ortszeit) von der Vandenberg Air Force Base mit einer Delta-II-7320-Rakete zusammen mit einem anderen Satelliten (ICESat) in eine niedrige Erdumlaufbahn gestartet.
Aus den Spektren von CHIPSat sollte der Zustand des etwa eine Million Kelvin heißen Gases abgeleitet werden, das die lokale Blase im interstellaren Medium unserer Milchstraße in der Umgebung der Sonne füllt. Die Ergebnisse von CHIPsat zeigten jedoch, dass von diesem Gas kein UV-Licht ausgeht, das in der Erdumlaufbahn gemessen werden kann. Der Satellit wurde nach Entdeckung des Fehlens der entsprechenden Strahlung für eine kurze Zeit zur Beobachtung des UV-Spektrums der Sonne eingesetzt.
Am 11. April 2008 wurde der noch voll funktionsfähige CHIPSat von seinen Erbauern abgeschaltet, da die NASA kein Geld für den weiteren Datenempfang bereitstellte.